# Аганина, Марина Андреевна
Мари́на Андре́евна Ага́нина (родилась 21 июня 1985 в Ташкенте, УзССР, СССР) — узбекская фигуристка, выступала в паре с Дмитрием Зобниным. В паре с Артёмом Князевым, стали чемпионом Узбекистана по фигурному катанию и заняли 16 место на Олимпиаде в Турине.